# Siunik
Siunik (armensk: Սյունիք) er en af Armeniens ti provinser. Provinsens har et areal på 4.506  km². Ved folketællingen i 2011 havde Siunik 41.771 indbyggere og administrationen ligger i byen Kapan.
Provinsen ligger helt mod syd i Armenien og grænser til Aserbajdsjan i øst og i vest, og til Iran i syd og til provinsen Vajots Dzor i nord.